# Sistema fotométrico UBV
O sistema fotométrico UBV, também chamado sistema Johnson (ou sistema Johnson-Morgan) é um sistema fotométrico de banda larga que utiliza um conjunto de três filtros especiais, designados pelas letras U, B, e V, que filtram a luz de uma estrela, deixando passar apenas bandas específicas do espectro eletromagnético. As bandas são posicionadas na região do ultravioleta (U), na região do azul (B), e na região da luz visível (V) do espectro luminoso. Desta forma, pode-se medir a magnitude da estrela em cada uma das bandas e determinar os índices de cor, B-V e U-B.
Os filtros são construídos de tal maneira que os comprimentos de onda médios da banda passante estejam centrados em 364 nm para a banda U, 442 nm para a banda B, e 540 nm para a banda V.
A definição dos limites da banda B foi feita em função das características dos filmes fotográficos usados como detectores nos anos de 1950 quando o sistema UBV foi introduzido pelos astrônomos americanos Lester Johnson e William Wilson Morgan.
Apesar do sistema UBV ter sido o primeiro sistema fotométrico padronizado, ele tem algumas desvantagens. Uma delas é que o limite inferior de corte (em comprimento de onda) para a banda U depende muito mais da atmosfera terrestre do que do próprio filtro, o que faz com que as magnitudes observadas para a banda ultravioleta variem com a altitude e com as condições atmosféricas.

## Índice de cor
Uma estrela vermelha é mais brilhante (possui magnitude menor) no filtro V do que no filtro B.
Do mesmo modo, uma estrela azul possui magnitude menor no filtro B do que no filtro V.
A diferença entre essas duas magnitudes, é denominada índice de cor (B-V) e é uma medida da cor da estrela, já que a estrela vermelha terá um índice de cor (B-V) maior do que o da estrela azul.
De modo análogo, se define o índice de cor (U-B).
Por definição, os índices de cor, B-V e U-B, são zero para estrelas de tipo espectral A0 V, não afetadas pelo avermelhamento interestelar.:
(B-V) = (U-B) = 0 .